# 貴ノ山英二
貴ノ山 英二（たかのやま えいじ、1951年6月1日 - ）は、現在の北海道根室市出身で二子山部屋に所属した元大相撲力士。本名は田村 英二（たむら えいじ）。181cm、95kg。最高位は西十両11枚目。	得意技は左四つ、上手投げ。

## 経歴
子供の頃は野球をしており、ポジションは一塁手で5番打者を務めた。砲丸投げでも活躍したが、相撲では根室市立柏陵中学校3年生の時に根室市大会で優勝した。その活躍ぶりから、二子山の知人に見出されて勧誘されたが、相撲は大して好きではなかったので逃げていた。しかし、中学校を卒業する頃に東京見物のつもりで行く気に変わり、上京して二子山部屋に入門した。
1966年9月場所に15歳で初土俵。1972年9月場所に21歳で十両昇進を果たしたが、3勝12敗と大きく負け越し、十両在位はこの1場所に終わった。左四つ右上手から上手投げを打つだけの取り口であったため、十両では通用しなかった。その後は幕下や三段目で相撲を取り続けたが、1981年1月場所に29歳で廃業。

## 主な成績
- 通算成績：314勝293敗3休  勝率.517
- 十両成績：3勝12敗  勝率.200
- 現役在位：87場所
- 十両在位：1場所
- 各段優勝
  - 序二段優勝：1回（1967年5月場所）

### 場所別成績
| | 一月場所 初場所（東京） | 三月場所 春場所（大阪） | 五月場所 夏場所（東京）  | 七月場所 名古屋場所（愛知） | 九月場所 秋場所（東京） | 十一月場所 九州場所（福岡） |
| --- | ----------------------- | ----------------------- | ------------------------ | --------------------------- | ----------------------- | --------------------------- |
| 1966年 （昭和41年） | x                       | x                       | x                        | x                           | （前相撲）              | 東序ノ口23枚目 4–3          |
| 1967年 （昭和42年） | 東序二段73枚目 6–1      | 西序二段10枚目 2–5      | 東序二段106枚目 優勝 7–0 | 西三段目60枚目 1–6          | 西序二段2枚目 5–2       | 東三段目68枚目 5–2          |
| 1968年 （昭和43年） | 東三段目40枚目 2–5      | 西三段目61枚目 3–4      | 東三段目73枚目 3–4       | 西三段目80枚目 4–3          | 東三段目63枚目 5–2      | 東三段目32枚目 4–3          |
| 1969年 （昭和44年） | 東三段目23枚目 4–3      | 東三段目10枚目 6–1      | 西幕下38枚目 3–4         | 東幕下46枚目 3–4            | 東幕下54枚目 5–2        | 西幕下34枚目 4–3            |
| 1970年 （昭和45年） | 東幕下26枚目 4–3        | 東幕下22枚目 5–2        | 東幕下12枚目 4–3         | 東幕下10枚目 2–5            | 東幕下22枚目 6–1        | 東幕下5枚目 3–4             |
| 1971年 （昭和46年） | 西幕下8枚目 2–5         | 西幕下21枚目 2–5        | 西幕下37枚目 6–1         | 西幕下13枚目 5–2            | 東幕下7枚目 3–4         | 西幕下9枚目 4–3             |
| 1972年 （昭和47年） | 東幕下6枚目 4–3         | 西幕下4枚目 3–4         | 西幕下8枚目 4–3          | 東幕下5枚目 5–2             | 西十両11枚目 3–12       | 東幕下7枚目 2–5             |
| 1973年 （昭和48年） | 東幕下20枚目 4–3        | 東幕下17枚目 5–2        | 西幕下8枚目 3–4          | 西幕下11枚目 2–5            | 西幕下27枚目 4–3        | 西幕下23枚目 4–3            |
| 1974年 （昭和49年） | 西幕下17枚目 5–2        | 西幕下9枚目 5–2         | 西幕下2枚目 3–4          | 西幕下4枚目 3–4             | 西幕下8枚目 5–2         | 東幕下4枚目 2–5             |
| 1975年 （昭和50年） | 東幕下17枚目 4–3        | 東幕下14枚目 3–4        | 東幕下21枚目 4–3         | 東幕下16枚目 2–5            | 西幕下33枚目 5–2        | 西幕下15枚目 4–3            |
| 1976年 （昭和51年） | 東幕下12枚目 1–5–1      | 東幕下37枚目 4–3        | 東幕下28枚目 3–4         | 東幕下38枚目 5–2            | 東幕下22枚目 5–2        | 東幕下8枚目 4–3             |
| 1977年 （昭和52年） | 東幕下5枚目 2–5         | 東幕下23枚目 4–3        | 東幕下17枚目 4–3         | 東幕下11枚目 4–3            | 西幕下7枚目 3–4         | 西幕下13枚目 4–3            |
| 1978年 （昭和53年） | 東幕下11枚目 3–4        | 西幕下17枚目 5–2        | 東幕下7枚目 4–3          | 西幕下3枚目 3–4             | 東幕下8枚目 3–4         | 東幕下14枚目 4–3            |
| 1979年 （昭和54年） | 西幕下10枚目 3–4        | 東幕下17枚目 3–4        | 東幕下28枚目 0–5–2       | 西幕下54枚目 5–2            | 西幕下32枚目 3–4        | 東幕下42枚目 5–2            |
| 1980年 （昭和55年） | 東幕下24枚目 2–5        | 東幕下43枚目 3–4        | 東幕下52枚目 2–5         | 東三段目14枚目 5–2          | 西幕下49枚目 5–2        | 東幕下30枚目 2–5            |
| 1981年 （昭和56年） | 東幕下52枚目 引退 1–6–0 | x                       | x                        | x                           | x                       | x                           |
| 各欄の数字は、「勝ち-負け-休場」を示す。 優勝 引退 休場 十両 幕下 三賞：敢=敢闘賞、殊=殊勲賞、技=技能賞 その他：★=金星 番付階級：幕内 - 十両 - 幕下 - 三段目 - 序二段 - 序ノ口 幕内序列：横綱 - 大関 - 関脇 - 小結 - 前頭（「#数字」は各位内の序列） |                         |                         |                          |                             |                         |                             |

## 改名歴
- 田村 英二（たむら えいじ）1966年9月場所 - 1971年1月場所
- 貴ノ山 英二（たかのやま えいじ）1971年3月場所 - 1973年7月場所
- 田村 英二（たむら えいじ）1973年9月場所 - 1974年3月場所
- 貴ノ山 英二（たかのやま えいじ）1974年5月場所 - 1980年5月場所
- 田村 英二（たむら えいじ）1980年7月場所 - 1981年1月場所